# Галацуј (Калараш)
Галацуј (рум. Gălățui) насеље је у Румунији у округу Калараш у општини Александру Одобеску. Oпштина се налази на надморској висини од 26 m.

## Становништво
Према подацима из 2002. године у насељу је живело 431 становника.

### Попис2002.
| Расподела становништва по националности 2002.‍ | Расподела становништва по националности 2002.‍ | Расподела становништва по националности 2002.‍ | Расподела становништва по националности 2002.‍ | Расподела становништва по националности 2002.‍ |
| --------------------------------------------- | --------------------------------------------- | --------------------------------------------- | --------------------------------------------- | --------------------------------------------- |
|                                               |                                               |                                               |                                               |                                               |
| Румуни                                        | Румуни                                        |                                               | 425                                           | 98,8%                                         |
| Роми                                          | Роми                                          |                                               | 5                                             | 1,2%                                          |